# Hermenegildo Villanueva
Hermenegildo "Bindoy" T. Villanueva jr. (Bais, 25 september 1876 - Baai van Manilla, 17 december 1941) was een Filipijns politicus. Villanueva was lid van het Filipijns Huis van Afgevaardigden en lid van de Senaat van de Filipijnen. Daarnaast Villanueva gouverneur van Negros Oriental en minister van arbeid in het kabinet van Manuel Quezon.

## Biografie
Hermenegildo Villanueva werd geboren op 25 september 1876 in Bais in de Filipijnse provincie Negros Oriental. Hij was een zoon van Hermenegildo Villanueva sr. en Anselma Teves. Na het voltooien van zijn middelbareschoolopleiding studeerde Villanueva aan een van de betere colleges van Cebu. Na de uitbraak van de Filipijnse revolutie organiseerde hij het lokale verzet tegen de Spaanse troepen en was hij de leider van de troepen op Negros. Toen er later een tijdelijke lokale Republiek van Negros werd gevormd, was Villanueva een van de leiders daarvan. Na de machtsoverdracht naar de Verenigde Staten en het herstel van de orde op Negros was hij vrederechter van Bais.
In 1902 werd Villanueva benoemd tot burgemeester van Bais. Een jaar erna volgde een verkiezingen tot burgemeester. Bij de verkiezingen van 1905 werd hij herkozen. In 1909 werd hij gekozen tot gouverneur van de provincie Negros Oriental. Hij deed echter afstand van deze positie om in datzelfde jaar mee te kunnen doen aan de verkiezingen voor een zetel namens het 1e kiesdistrict van Negros Oriental in het Filipijnse Huis van Afgevaardigden. Ook deze verkiezingen wist hij te winnen. In 1912 werd Villanueva herkozen met een termijn tot 1916.
Bij de verkiezingen van 1919 werd Villanueva namens het 8e Senaatsdistrict gekozen in de Senaat van de Filipijnen. In 1922, 1925 en in 1928 werd hij herkozen. na afloop van zijn vierde en laatste termijn werd Villanueva gekozen tot gouverneur van Negros Oriental, een positie die hij twee termijnen lang, tot 1939 bekleedde. In 1934 was Villanueva bovendien een van de afgevaardigden op de Constitutionele Conventie waar de Filipijnse Grondwet werd ontworpen en vastgesteld. In 1938 werd Villanueva benoemd tot voorzitter van de Board on Pensions for Veterans en in december van dat jaar werd hij door president Manuel Quezon benoemd tot minister van arbeid. Deze positie bekleedde hij tot hij in april 1939 zijn ontslag indiende.
Villanueva overleed in 1941 op 65-jarige leeftijd toen de veerboot S.S. Corregidor bij het begin van de Tweede Wereldoorlog in de baai van Manilla, dicht bij het eiland Corregidor op een zeemijn voer en zonk. Zijn zoon Jesus Pablo Villanueva, het enige kind met zijn eerste vrouw Asuncion Larena kwam ook om bij deze ramp. Uit zijn tweede huwelijk met Nemensia Diputada had Villanueva nog eens vijf kinderen. De gemeente Bindoy in Negros Oriental is vernoemd naar (de bijnaam van) Hermenegildo Villanueva.